# Lampsilis streckeri
Lampsilis streckeri é uma espécie de bivalve da família Unionidae endémica dos Estados Unidos que está ameaçada por perda de habitat.